# Ватутіне (село)
Вату́тіне — село в Україні, у Нововодолазькій селищній громаді Харківського району Харківської області. Населення становило 1273 осіб у 2023 році. До 2020 орган місцевого самоврядування— Ватутінська сільська рада.

## Географія
Село Ватутіне знаходиться на відстані 2 км від правого берега річки Мжа в місці впадання в неї річки Вільхуватка. Від річки село відділяє лісовий масив. Вище за течією примикає село Вільхуватка, нижче за течією на відстані 2 км розташоване селище Селекційне, на протилежному березі — село Рокитне. До села примикає село Кринички (Харківський район). Через село проходять дві залізничні гілки, найближчі станції Ордівка, 8 км і Єзерська. Поруч проходить автомобільна дорога М18 (E108).

## Історія
Селище Ватутіне віднесене до категорії сіл згідно з рішенням Харківської обласної ради від 27 березня 2009 року.
На початку 2019 року Харківським апеляційним господарським судом за клопотанням обласної прокуратури було повернуто у державну власність 1/5 цілісного майнового комплексу колишньої хлібної бази № 84, яка була незаконно приватизована, оскільки належить до переліку об'єктів, які не підпадають під приватизацію.
12 червня 2020 року, розпорядженням Кабінету Міністрів України № 725-р «Про визначення адміністративних центрів та затвердження територій територіальних громад Харківської області», увійшло до складу Нововодолазької селищної громади.
19 липня 2020 року, в результаті адміністративно-територіальної реформи та ліквідації Нововодолазького району, село увійшло до складу новоутвореного Харківського району.
22 червня 2023 року рішенням №230 Національної комісії зі стандартів державної мови віднесено до списку населених пунктів, які «можуть не відповідати лексичним нормам української мови», зокрема стосуватися «російської імперської чи колоніальної політики». Громаді рекомендовано обґрунтувати доцільність збереження поточної назви або запропонувати нову назву в установленому законодавством порядку.
3 квітня 2024 року Комітет Верховної Ради України з питань організації державної влади, місцевого самоврядування, регіонального розвитку та містобудування підтримав перейменування села на Залужне, однак остаточне перейменування відбудеться тільки після успішного голосування у Верховній Раді.

## Населення
Згідно з переписом УРСР 1989 року чисельність наявного населення селища становила 1954 особи, з яких 920 чоловіків та 1034 жінки.
За переписом населення України 2001 року в селищі мешкало 1270 осіб.

### Мова
Розподіл населення за рідною мовою за даними перепису 2001 року:
| Мова       | Відсоток |
| ---------- | -------- |
| українська | 89,63 %  |
| російська  | 9,82 %   |
| вірменська | 0,16 %   |
| білоруська | 0,08 %   |
| інші       | 0,31 %   |

## Економіка
- Навчальний центр Оперативно-рятувальної служби цивільного захисту.
- Акціонерне сільськогосподарське підприємство «Вільхуватка».
- Приватна фірма «ПОЛЮС-95».
- Агрофірма «Україна нова» (колишня хлібна база № 84)

## Об'єкти соціальної сфери
- Дитячий садок.
- Музична школа
- Школа.
- Сільська лікарська амбулаторія